# USS Paul Hamilton (DDG-60)
USS Paul Hamilton (DDG-60) je torpédoborec třídy Arleigh Burke Námořnictva Spojených států amerických. Je desátou postavenou jednotkou své třídy. Postaven byl v letech 1992–1995 loděnicí Bath Iron Works ve městě Bath ve státě Maine. Torpédoborec byl objednán v roce 1990, dne 24. srpna 1992 byla zahájena jeho stavba, hotový trup byl spuštěn na vodu 24. července 1993 a 27. května 1995 byl zařazen do služby.

## Služba
Torpédoborec operuje především v oblasti Pacifiku. Jeho domovskou základnou je Pearl Harbor. Dne 20. března 2002 se Paul Hamilton údery pomocí střel s plochou dráhou letu Tomahawk zapojil do Operace Irácká svoboda.
V listopadu 2002 Paul Hamilton poblíž Havaje několik dní spolupracoval s ruským torpédoborcem Maršal Šapošnikov a tankerem Pečenga.
Dne 1. listopadu 2008 řízená střela SM-3, vypuštěná z torpédoborce Paul Hamilton, sestřelila cílovou balistickou raketu. Stalo se tak během testu Pacific Blitz 08.